# Henryk Antczak (siatkarz)
Henryk Antczak (ur. 3 czerwca 1921 w Białymstoku, zm. 4 czerwca 1985) – polski siatkarz, mistrz i reprezentant Polski, zawodnik klubów wrocławskich, pracownik Akademii Wychowania Fizycznego we Wrocławiu.

## Kariera sportowa
Był zawodnikiem AZS Wrocław, w którego barwach sięgnął po mistrzostwo Polski w 1948 i 1950 oraz wicemistrzostwo w 1949, a następnie Gwardii Wrocław, z którą był wicemistrzem (1952, 1954, 1955) i brązowym medalistą (1953, 1956) mistrzostw Polski.
W latach 1948–1957 wystąpił 48 razy w reprezentacji Polski. Debiutował 28 lutego 1948 w pierwszym w historii meczu polskiej reprezentacji (z Czechosłowacją). Wystąpił m.in. w I mistrzostwach świata w 1949 (5 m.) oraz II mistrzostwach świata w 1952 (7 m.), a także mistrzostwach Europy w 1950 (6 m.). Po 1952 w kadrze narodowej grał sporadycznie, po raz ostatni 21 września 1957 w meczu z Węgrami, w którym jako reprezentacja Polski wystąpiła reprezentacja Wrocławia.
Na początku 1952 otrzymał tytuł mistrza sportu.
Uprawiał także lekkoatletykę i w 1946 zajął 4. miejsce w dziesięcioboju na Mistrzostwach Polski.

## Kariera dydaktyczna
W 1947 otrzymał indeks nr 1 Studium Wychowania Fizycznego Wydziału Lekarskiego Uniwersytetu i Politechniki Wrocławskiej, które ukończył z pierwszym rocznikiem absolwentów w 1949. Od 1955 był adiunktem w Zakładzie Gier Sportowych Wyższej Szkoły Wychowania Fizycznego we Wrocławiu, a w latach 1976–1985 kierował Zakładem Turystyki i Rekreacji Akademii Wychowania Fizycznego we Wrocławiu.
Został pochowany na Cmentarzu Świętej Rodziny we Wrocławiu.

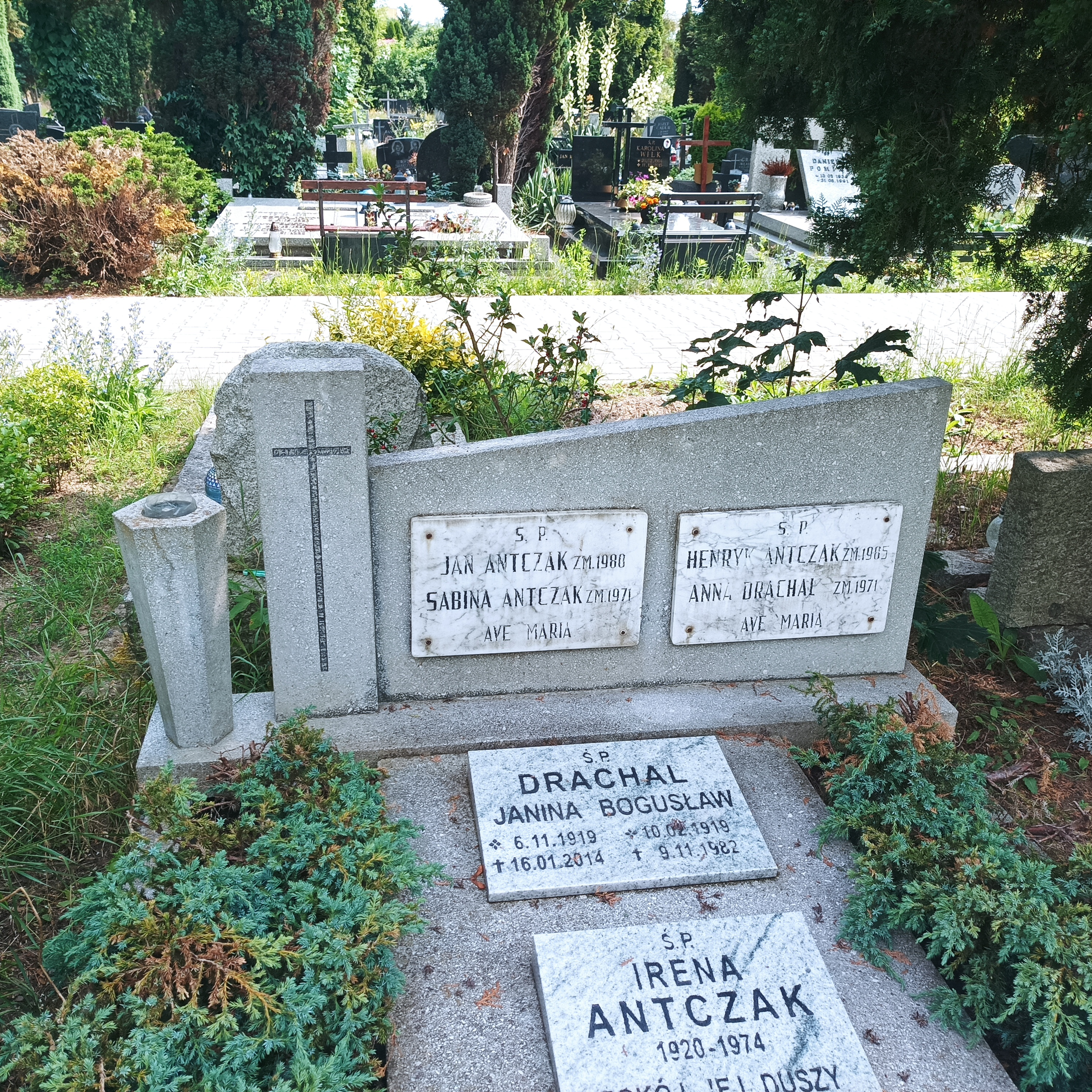
Grób Henryka Antczaka na Cmentarzu Świętej Rodziny